# Hagarne
Hagarne este o arie protejată (arie specială de conservare — SAC, sit de importanță comunitară — SCI) din Suedia întinsă pe o suprafață de 4,2 ha, integral pe uscat.

## Localizare
Centrul sitului Hagarne este situat la coordonatele 58°51′55″N 12°29′52″E / 58.8654°N 12.4978°E.

## Înființare
Situl Hagarne a fost declarat sit de importanță comunitară în iulie 2000 pentru a proteja 1 specie de plante și 1 specie de animale. Situl a fost protejat și ca arie specială de conservare în martie 2011.

## Biodiversitate
Situată în ecoregiunea boreală, aria protejată conține 1 habitat natural: Pajiști fino-scandinave uscate până la mezice, bogate în specii de altitudine mică.
La baza desemnării sitului se află mai multe specii protejate:
- plante (1): Saxifraga osloensis
- amfibieni (1): triton cu creastă (Triturus cristatus)